# Kunszentmiklós
Kunszentmiklós je město v Maďarsku v župě Bács-Kiskun, sídlí zde okres Kunszentmiklós.

## Poloha
Kunszentmiklós leží ve středním Maďarsku. Prochází jím hlavní železnice z Budapešti do Srbska. Kecskemét je vzdálen 59 km a Budapešť 50 km.

## Galerie

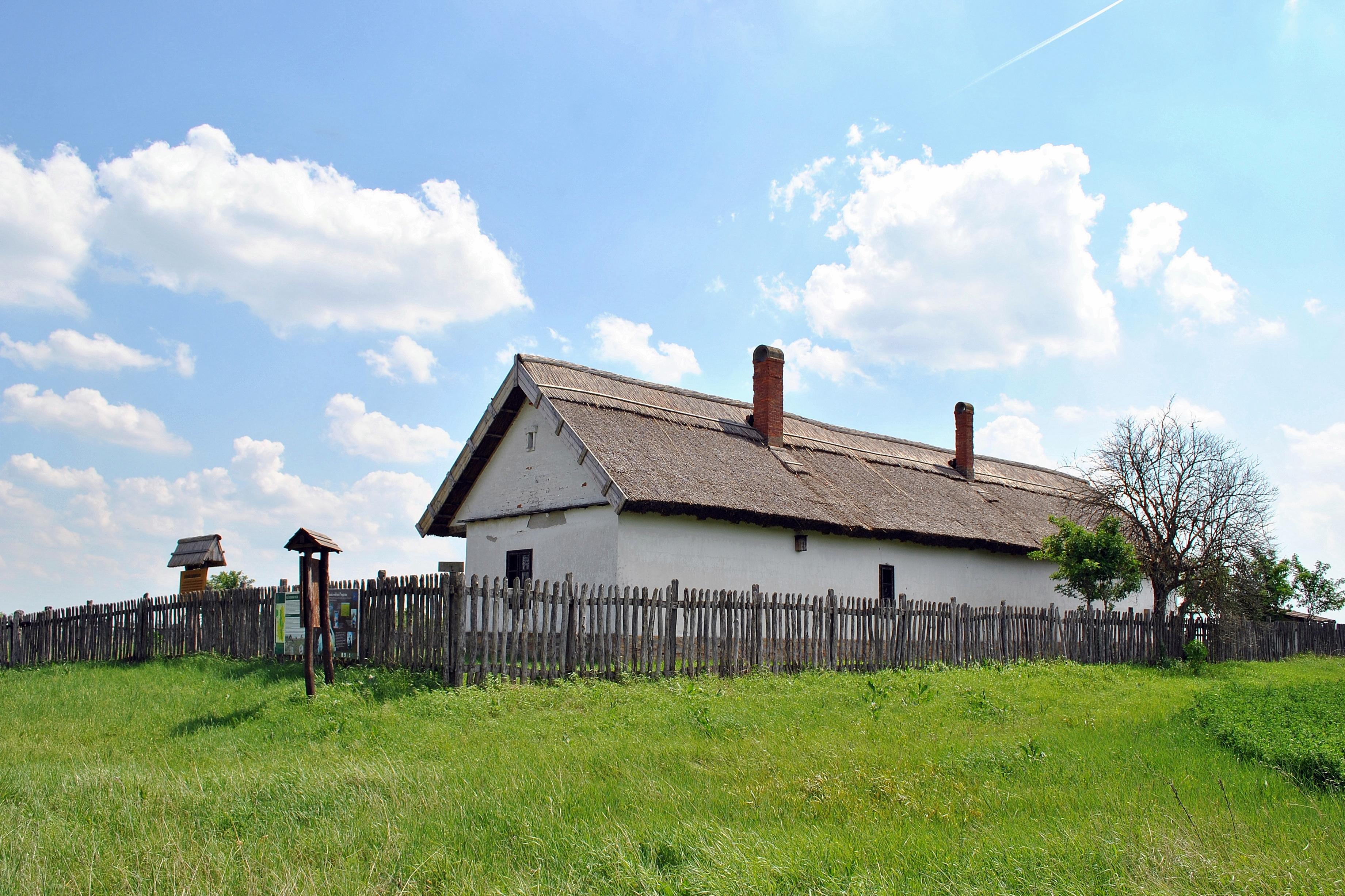
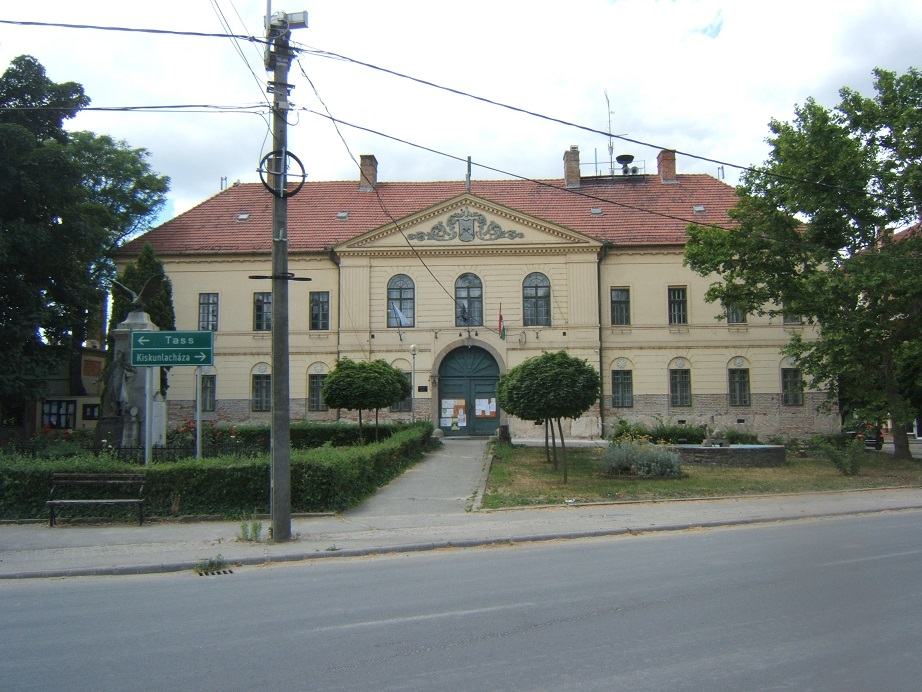